# Schloss Ering

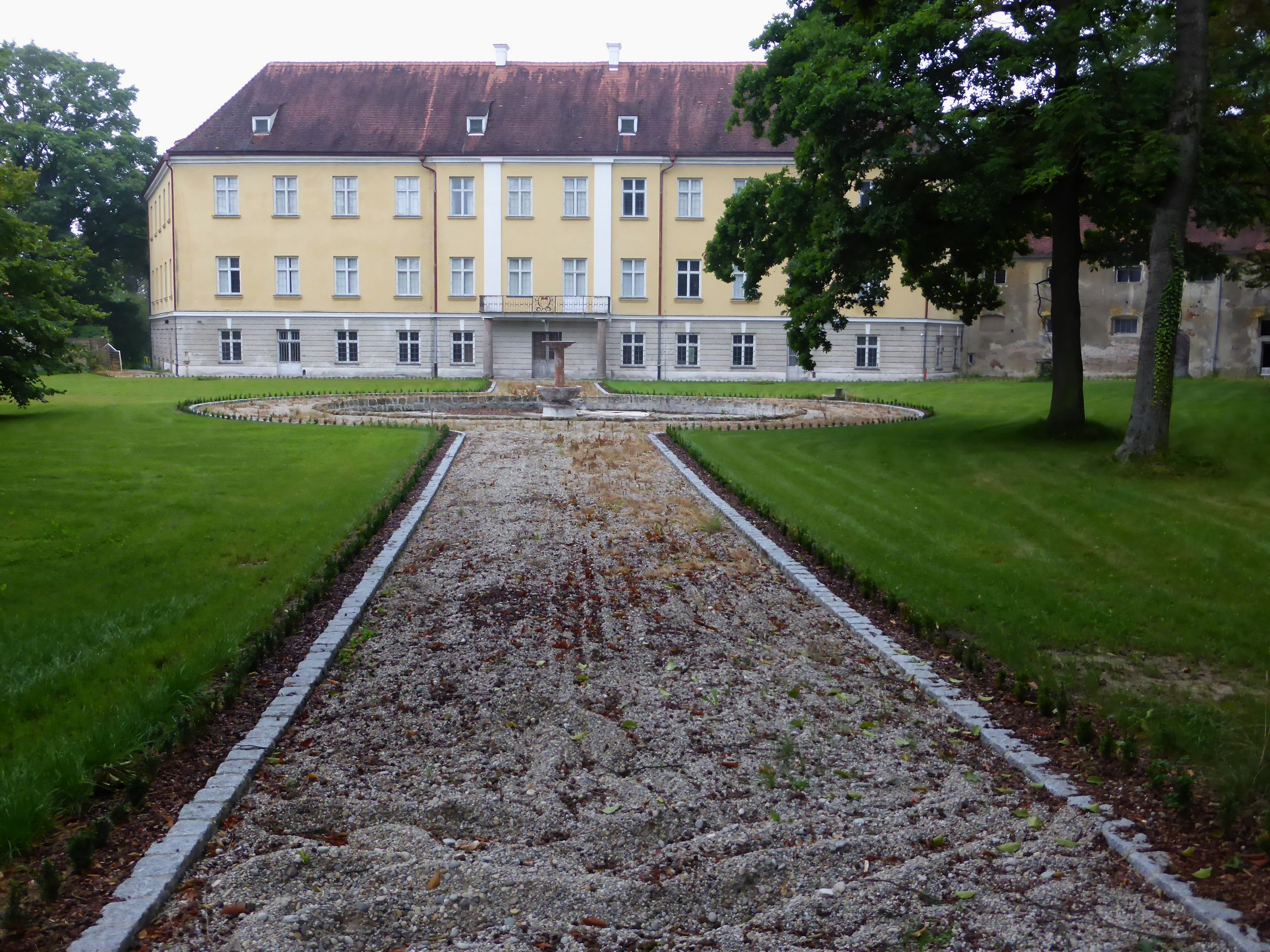
Schloss Ering heute

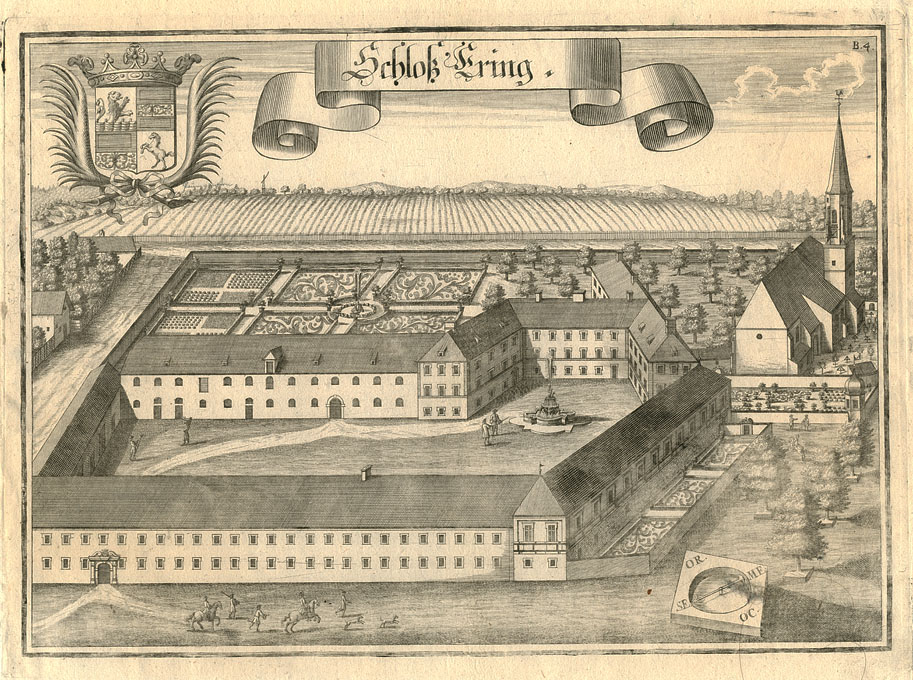
Schloss Ering nach einem Stich von Michael Wening von 1721

Das Schloss Ering befindet sich im gleichnamigen Ort im Landkreis Rottal-Inn von Bayern (Schloßring 1, und Schlossring 1A, zwei separate Liegenschaften). Die denkmalgeschützte mehrflügelige Anlage, mit zwei Innenhöfen und an die Schlossflügel angebauten Stallungen „Ökonomie“ ist im Privatbesitz und Eigentum zweier Eigentümerparteien aus der Familie Esterházy de Galántha und wird als Bodendenkmal unter der Aktennummer D-2-7744-0039 im Bayernatlas als „untertägige frühneuzeitliche Teile des Schlosses Ering mit Gartenanlagen sowie archäologische Befunde und Funde zu den mittelalterlichen und frühneuzeitlichen Vorgängerbauten“ geführt. Ebenso ist sie unter der Aktennummer D-2-77-118-4 als Baudenkmal denkmalgeschützt.

## Geschichte

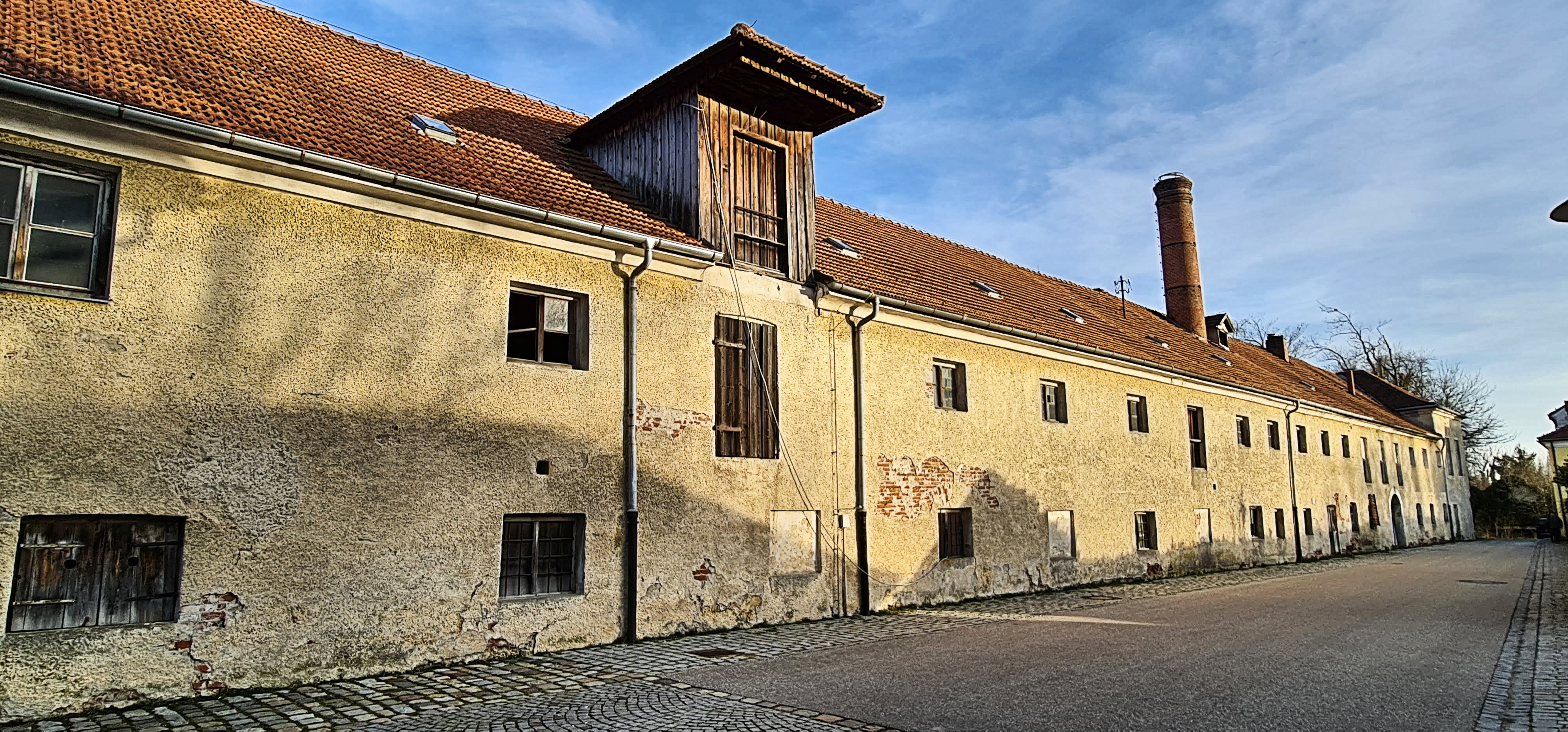
Schloss Ering, Schloßring 1/1A, Westseite Blick nach Süden, Zustand 2024

Bereits 788 wird Ering erwähnt, damals gaben Fricho, Ratolf und seine Brüder mit Genehmigung des Agilolfinger Herzogs Tassilo acht Höfe in Ering an das Kloster Niederaltaich. Zu Beginn des 11. Jahrhunderts kam der Königsgutbesitz um Ering durch eine Schenkung des Kaisers Heinrich II. an das Hochstift Bamberg. Ering wurde bis zum Ende des 11. Jahrhunderts vom Formbacher Graf Ulrich bevogtet, seit dem Beginn des 12. Jahrhunderts übte hier die Familie von Kamm (Chambe, später die Hals) die Vogtei aus. Am 8. Juni 1296 verpfändete Bischof Arnold von Bamberg Ering an Graf Albert von Hals. Die Grafen von Hals konnten hier eine geschlossene Burgherrschaft aufbauen, deren Mittelpunkt die Burg Erneck (vgl. „Ernegg“) (castro Ernekk) war. Zur Verwaltung hatten die Grafen von Hals Pfleger ernannt, die auf der Feste Erneck saßen. Zu nennen sind hier: Eberhardt der Puchlär (1314), Tannberger (1321), Chunrad der Amann (1337) und Degenhart der Oetlinger (1353). Am 6. Juli 1377 ging die Herrschaft Ering in den Besitz der bayerischen Herzöge über; dabei verkaufte Johann Landgraf zu Leuchtenberg, Graf zu Hals, die Festen Ering-Erneck und Ratzelberg an die Herzöge Otto, Friedrich, Johann und Stephan. Der Sitz zu Ering ist seit dem 15. Jahrhundert nachzuweisen. Er befand sich damals im Besitz landesherrlicher Pfleger. Für das herzogliche Pfleggericht Ering-Erneck wurde auch ein eigenes Kastenamt eingerichtet, 1414 ist hier der Pfleger und Kastner Hans Closer genannt, der aber auf der Burg Erneck seinen Sitz hatte.
Ering hatte im Landshuter Erbfolgekrieg stark zu leiden. Herzog Albrecht IV. von Bayern-München ließ nach dem Tod des Herzog Georg des Reichen von Bayern-Landshut eine provisorische Regierung bilden. Pfalzgraf Philipp, der Gegenspieler Herzog Albrechts, eroberte und verwüstete mit seinen Pfälzer Truppen von Schärding aus das Inn- und das Rottal. Am 29. Mai 1504 rückte Herzog Albrecht mit 14000 Mann von München aus in das Rottal ein. Bei den folgenden Kämpfen wurden Ering, Erneck und Frauenstein zerstört. Ering und Frauenstein wurden später wieder aufgebaut.
1508 verkaufte Herzog Albrecht IV. das Schloss und die Herrschaft Ering-Frauenstein an die Brüder Peter und Wolfgang von Paumgarten. 1523 verkaufte die Tochter des Alban Gogkendorfer auch den gemauerten Sitz zu Ering bei der Pfarrkirche gelegen an der Friedhofsmauer samt Zubehör in der Frauensteiner Herrschaft an die Paumgarten auf Frauenstein im Gericht Braunau. Diese Herrschaft unterstand von nun an dem Gericht Braunau. 1523 ging die Herrschaft Frauenstein-Ering an die Vettern Georg und Hans von Paumgarten über. Nachfolger wurden ihre Söhne Hans Wolf I. und Hans Christoph I. (ca. 1560–1603). Diese Familie blieb im Besitz von Frauenstein-Ering bis 1845. Die Paumgarten wurden 1629 zu Freiherren und 1745 in den Grafenstand erhoben. Es gelang ihnen auch der Ausbau ihrer Herrschaft von der Niedergerichtsbarkeit zum Blutbann (ab 1764 auf Ering, Frauenstein und Stubenberg). Der Blutbann wurde durchaus auch ausgeübt, 1779 und 1788 werden Hinrichtungen – alle wegen Diebstahls – berichtet. Durch die Abtretung des Innviertels an Österreich im Frieden von Teschen ging die hohe Gerichtsbarkeit 1779 verloren. Ein Patrimonialgericht II. Klasse, Inhaber waren die Grafen von Paumgarten, bestand in Ering zwischen 1830 und 1848. Die Gräfin Maria von Baumgarten hat am 16. April 1848 die Abtretung des Patrimonialgerichts an den Staat Bayern erklärt.
Über die Heirat der Elisabeth Komtesse von Paumgarten ging der Besitz 1845 an Maximilian Freiherrn von Lerchenfeld über. 1887 erfolgte durch die Heirat der Anna Freiin zu Lerchenfeld mit Ferdinand Freiherrn von Sedlnitzky von Choltitz ein weiterer Besitzerwechsel. Anfang der 1940er Jahre bewohnte Ivo Freiherr von Sedlnitzky-Odrowons von Choltitz (1889–1946), kgl. bayr. Kämmerer und Rittmeister a. D., mit seiner Ehefrau Sophie, geborene Hoenning-O`Carroll, das Anwesen. Beide waren auch Mitglied der Deutschen Adelsgenossenschaft.
1946 übernahm die älteste Tochter der Freiherren von Sedlnitzky, Marie-Gabrielle, das Schloss, nachdem ihre beiden Brüder Udo (Leutnant zur See) und Hans im Zweiten Weltkrieg gestorben sind. Sie heiratete 1941 Kasimir Graf Esterházy de Galántha.
Schloss Ering heute, seit 2006: Weiterhin Familien-Privatbesitz, geteilt in Schlossring 1 und Schlossring 1A, Eigentümerparteien beides jeweils Esterházy Familien. Nachfolgend beschrieben.
Das gesamte Schloss mit den Innenhöfen und Gärten ist also im Privateigentum und -besitz und nicht öffentlich zu besichtigen.
Im Jahr 1991 verschenkte die vor-ehemalige Eigentümerin Marie-Gabrielle Gräfin Esterházy de Galántha das Schloss Ering samt allen damit verbundenen Liegenschaften an ihren dritten Sohn Paul Daniel. Dieser wiederum übertrug diese Schenkung im Jahre 2022 an seinen Sohn Nikolaus Graf Esterházy de Galántha.
Paul Daniel Graf Esterházy de Galántha verkaufte noch im Jahre 2006 den inneren Verbindungsflügel, auch „Venningentrakt“ genannt, als komplette unsanierte Bau-Ruine aber mit Mitbenutzungsrechten für alle das Schloss umgebenden Freiflächen (das schließt die Innenhöfe ein) sowie weiteren vollen Grunddienstbarkeiten und gegenseitigen Familien-Vorkaufsrechten für das gesamte Schloss (ohne Liegenschaften wie Felder und Wälder) an seinen jüngsten Bruder, der wiederum den Flügel 2015 an seine Familie zu gleichen Teilen wie er selbst übertrug.
Im Jahre 2019 wurde der „Venningenflügel“ (auch Schlossring 1A) nach Denkmalschutzauflagen vollends fertig saniert auf Kosten der Eigentümerfamilie J. Graf Esterházy de Galántha.
Die derzeitigen zwei Eigentümerparteien des Schlosses Ering sind also die Eigentümer des weitgehend unrestaurierten Schlossring 1 Nikolaus Graf Esterházy de Galantha (Hochschloss, Lerchenfeldflügel, Stallungen) und des voll restaurierten Schlossring 1A (Verbindungsflügel Venningentrakt, 2006 bis 2019 auf eigene Kosten fertig saniert) Familie J. Graf Esterházy de Galántha>
Die meisten Inhaber von Schloss Ering aus dem 19. und 20. Jahrhundert sind bei der Wallfahrtskirche St. Anna bestattet.

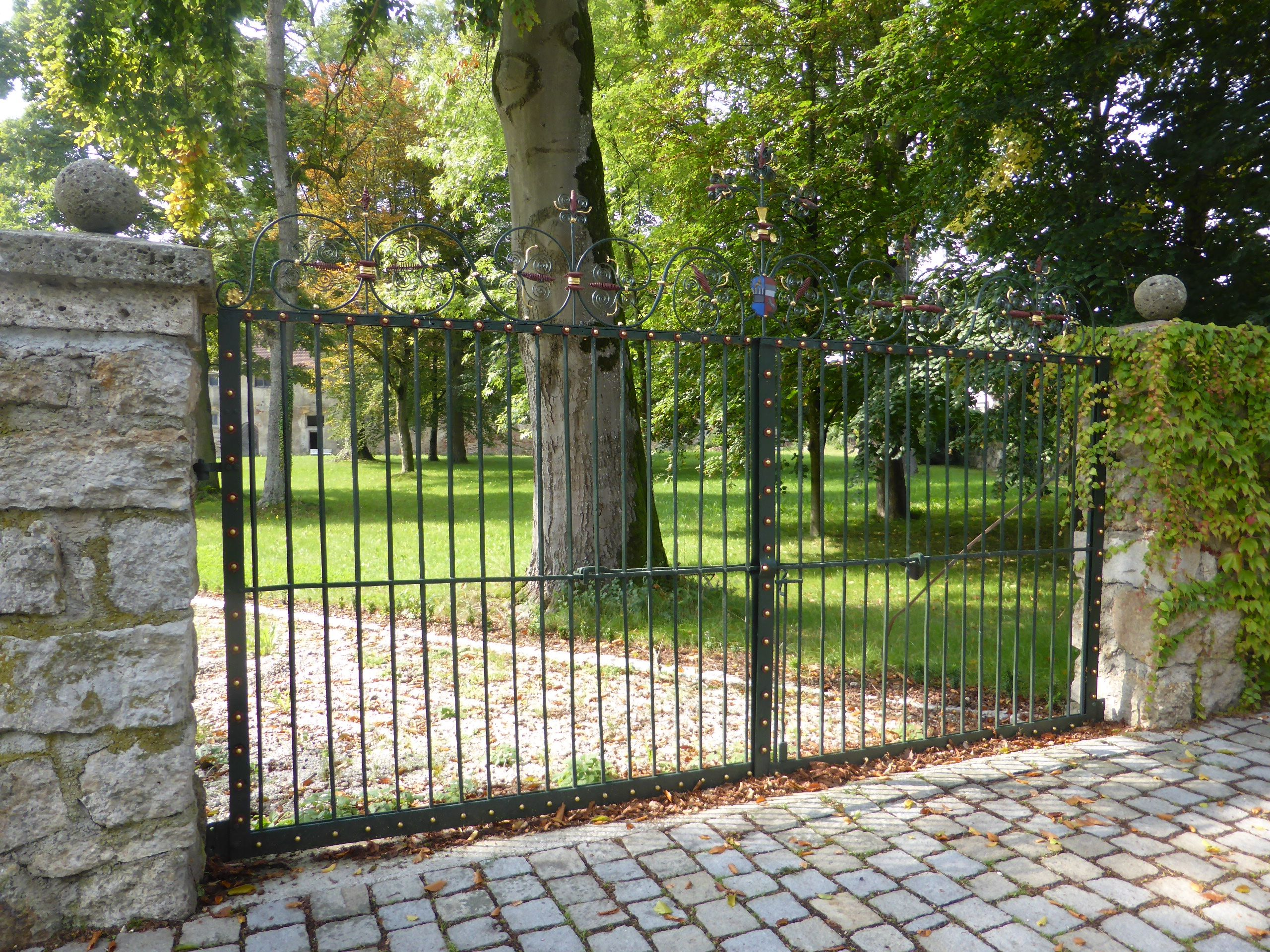
Eingangsportal von Schloss Ering

## Schloss Ering einst und jetzt
Betrachtet man den Stich von Schloss Ering von Michael Wening von ca. 1726, so war das Ering eine ausgedehnte und verwinkelte Anlage. Der Zugang scheint über einen zweigeschossigen Wirtschaftstrakt mit mehr als 25 Fensterachsen geführt zu haben. Ein daran anschließender ebenfalls zweigeschossiger Seitentrakt erweckt einen herrschaftlichen Eindruck. An diesen schließt ein offener dreiflügeliger und dreigeschossiger Bauteil mit einem Brunnen in der Mitte. Auf diesen folgen wieder zwei Wirtschaftstrakte, sodass insgesamt ein geschlossener Hof gebildet wird. Zu der Anlage gehören drei Gärten, einer davon ist ein großer Park. Alle drei sind mit Mauern umfangen. Neben dem Schloss ist die Kirche von Ering zu sehen, die vermutlich mit einem Verbindungsgang mit dem Schloss verbunden war.

Schloss Ering
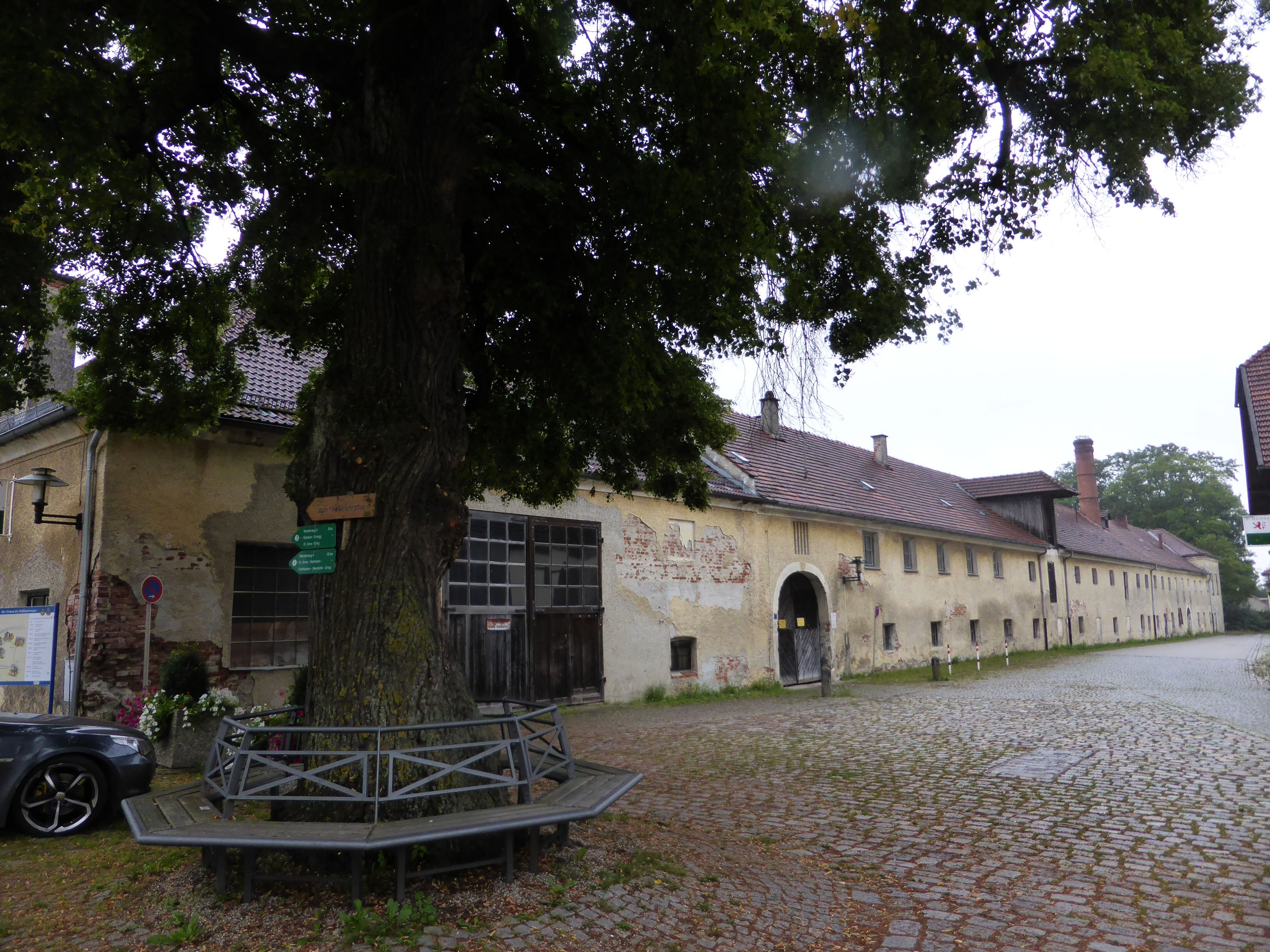
Ökonomiegebäude
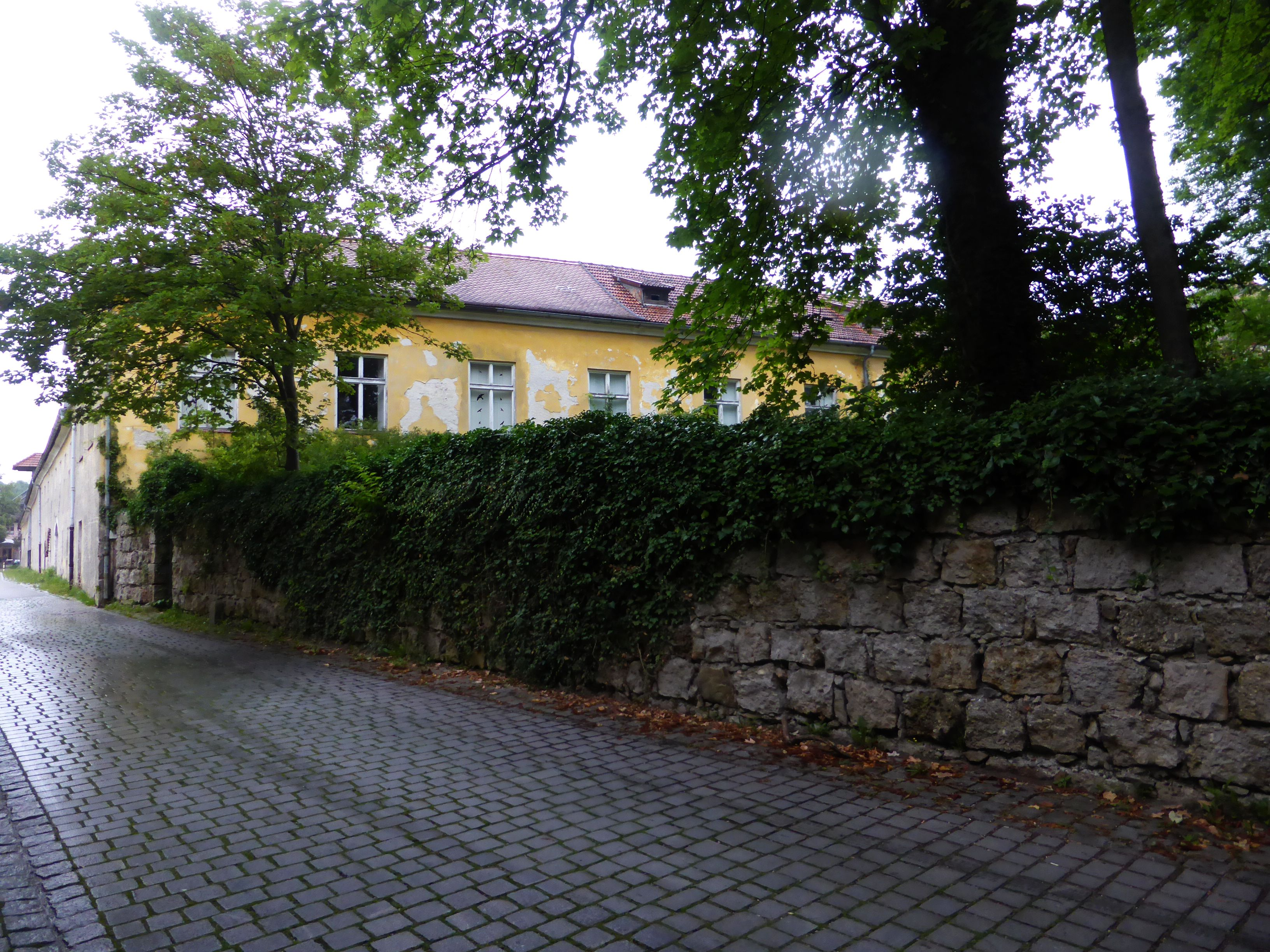
Schloss Ering (Hinteransicht)
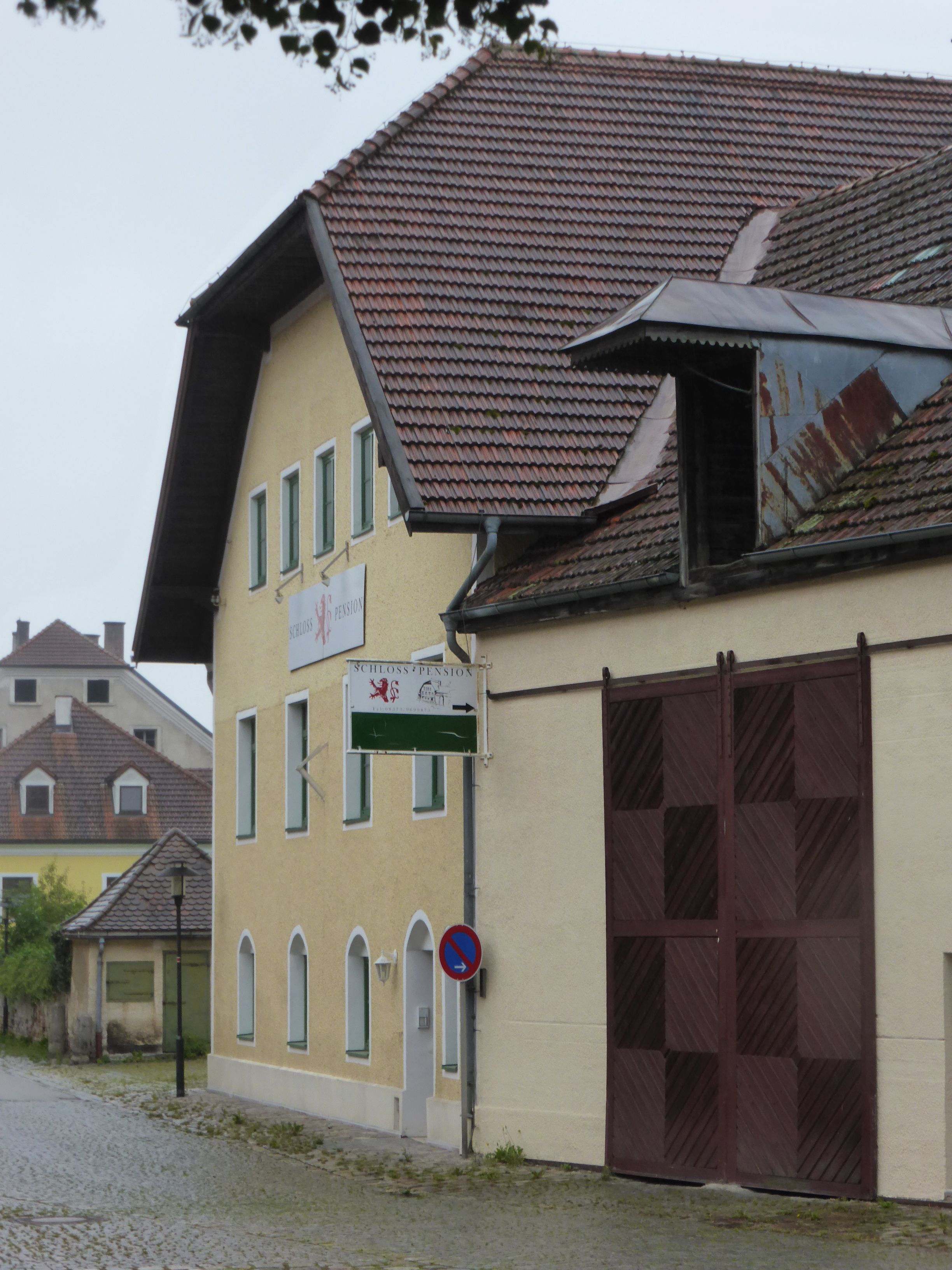
Schlosspension
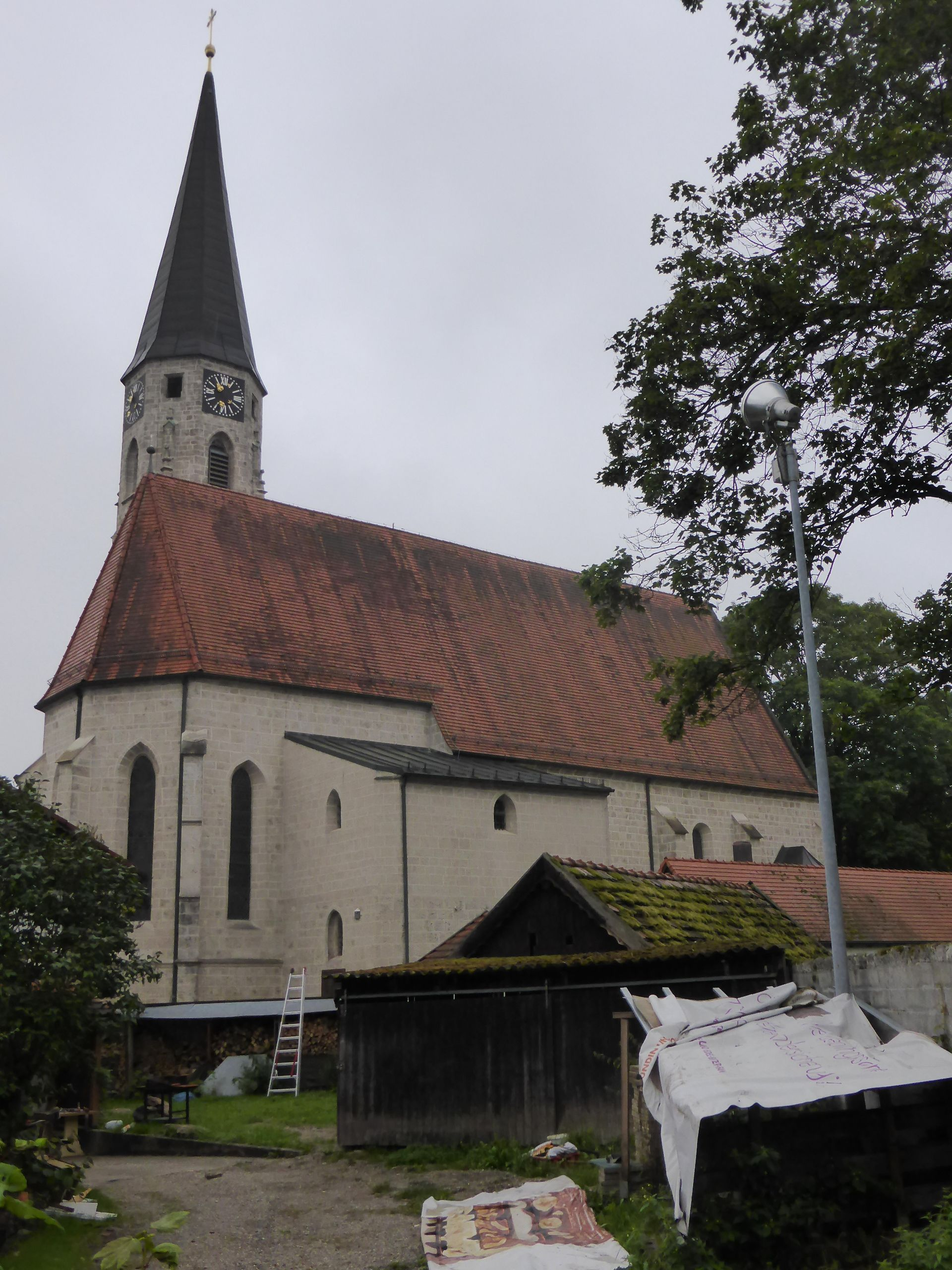
Kirche Mariä Himmelfahrt in Ering

Noch heute ist Schloss Ering eine unregelmäßige Anlage mit fünf Trakten um einen Herrschaftshof herum und vier Trakten um den Ökonomiehof. Dabei ist durch einen neu errichteten Quertrakt ein weiterer Innenhof entstanden. Ein Umbau von 1772 ist vermutlich von Leonhard Matthäus Gießl gestaltet worden. Der Hauptbau besitzt nun vier Flügel, er ist dreigeschossig, mit einem Walmdach gedeckt und einem Mittelrisalit vor der Hauptfassade. Die Nebengebäude sind weiterhin zweigeschossig. Am Nordtrakt befindet sich ein Pilasterportal. Der Brunnen im Herrschaftshof trägt die Jahreszahl 1787. Zu dem Schloss gehört ein eingefriedeter Schlosspark mit Springbrunnen, beide ebenfalls aus dem 18. Jahrhundert. Heute wird hier die Schlosspension Schlosspension Ering geführt.